# Burica
Burica (hiszp. Península de Burica) – półwysep na Oceanie Atlantyckim, położony na granicy Kostaryki (prowincja Puntarenas) i Panamy (prowincja Chiriquí).
Największym miastem jest Puerto Armuelles w Panamie z 20 tys. mieszkańców; poza tym miejscowościami po panamskiej stronie są Guanábano, Las Mellizas and Limones, a po kostarykańskiej – Las Peñas. Większość mieszkańców trudni się rybołówstwem. W 2006 roku po panamskiej stronie utworzono specjalną strefę rozwoju ekonomicznego w pobliżu Las Tripletas.
Jest ograniczony z jednej strony przez Zatokę Chiriquí, a z drugiej przez Golfo Dulce i ma mniej więcej trójkątny kształt. Burica jest podzielona między kraje w ten sposób, że Panama zajmuje 2/3 jego terytorium, natomiast Kostaryce przypadł teren głównie nabrzeżny, z licznymi plażami; granica mniej więcej pokrywa się z pasmem górskim. Burica charakteryzuje się właśnie występowaniem wielu górskich, skalistych elementów. Stanowi on najdalej wysunięty na południe punkt Kostaryki (wyłączając Wyspę Kokosową), natomiast sam posiada przylądki po stronie panamskiej (Burica – najdalej wysunięty na południe punkt z wysepką Burica) i kostarykańskiej (Mangrove, Punta Gorda).